# Сауткіно
Сау́ткіно (рос. Сауткино, марій. Саткансола) — присілок у складі Гірськомарійського району Марій Ел, Росія. Входить до складу Кузнецовського сільського поселення.

## Населення
Населення — 72 особи (2010; 107 у 2002).
Національний склад (станом на 2002 рік):
- гірські марійці — 96 %